# Anomalospiza imberbis
Anomalospiza imberbis là một loài chim trong họ Viduidae. Nó có mặt ở những đồng cỏ châu Phi miền nam Sahara. Con trống có chủ yếu là vàng và lục trong kho con mái màu da bò với các vạch sẫm. Trứng của chúng đẻ trong tổ của những con chim khác.